# 道の駅秋鹿なぎさ公園
道の駅秋鹿なぎさ公園（みちのえき あいかなぎさこうえん）は、島根県松江市にある国道431号の道の駅である。

## 施設
- 駐車場：40台
  - 普通車：37台
  - 大型車：3台
  - 身障者用：2台
- トイレ
  - 男：大 4器・小 7器
  - 女：9器
  - 身障者用：1器
- 公衆電話：2台
- 公衆FAX
- レストラン (9:00 - 18:00)
- 喫茶店 (9:00 - 18:00)
- 休憩所
- 公園
- マリンスポーツ体験施設 (10:00 - 16:00)
- 情報コーナー
- キャンプ場 (10:00 - 22:00)
- ベビーベッド
- シャワー

## 休館日
- 毎週火曜日（7月20日 - 8月末は除く）

## アクセス
- 国道431号 - 登録路線
- 島根県道352号宍道湖湖北自転車道線（宍道湖湖北自転車道）

## 周辺
- 宍道湖
- 一畑電車北松江線 秋鹿町駅